# モルホリン
モルホリン（英語: morpholine）は、化学式が O(CH2CH2)2NH の有機化合物である。

## 構造・性質
モルホリンは、シクロヘキサンの向かい合わせになった炭素の1つを窒素で、もう1つを酸素で置換した構造を持った複素環式アミンである。窒素は塩基性を持ち、比較的水溶性が高く、水溶液中ではプロトンを受容して陽イオン化し、モルホリニウムイオンになり得る。なお、モルホリニウムイオンのpKaは8.33である。
morpholinium ion + H2O ⇔ morpholine + H3O+
モルホリンの単体の常圧での融点は-5 ℃であり、常温・常圧ではアミン臭を持った無色の液体として存在する。引火性の液体であり、引火点は38 ℃、発火点は310 ℃である。

## 用途
モルホリンの弱い塩基性を活かして中和剤として用いる場合がある他に、防腐剤として用いられる場合もある。有機合成においては、ペプチドの有用な合成法である固相合成において汎用されるFmoc保護基の脱保護剤として用いられる。また、パラジウム触媒によるAlloc保護基、またはアリルエステルやアリルアリールエーテルの開裂の際、アリル基の捕捉剤として用いられる。
なお、天然物中にはモルホリン骨格を持った分子はほとんど存在しないものの、水溶性が高いため医薬の部分構造として、モルホリン骨格が導入される場合がある。モルホリノエチル基はカルボン酸のプロドラッグとして用いられる。

## 危険性
モルホリンは皮膚に対しての腐食性を有する。さらに、長期的なモルホリンの暴露により、肝臓や腎臓に悪影響を与える可能性が指摘されている。また、引火性の液体であるため取り扱いには注意を要する。日本では消防法により危険物第4類に指定されている他に、2008年11月21日にはPRTR制度対象物質としても指定された。